# چشمه آبگرم سیاهکش

چشمه آبگرم سیاهکش یکی از بکرترین مناطق شهرستان بندرخمیر، آبگرم بزرگ و بسیار زیبای روستای نیمه‌کار است؛ که کمتر کسی از وجود آن باخبر است که همین امر نیز باعث شده که این آبگرم که خواص درمانی زیادی نیز دارد از گزند آلودگی و ساخت وساز و دیگر اقدامات توریستی در امان بماند.
آبگرم روستای نیمه کار، در بین اهالی به نام آبگرم سیاهکش شناخته می‌شود که وجه تسمیه واژه سیاهکش از واقعه‌ای که در گذشته‌های دور در آن فرد سیه چهره‌ای هنگام آب‌تنی در آب غرق می‌شود و جان خود را از دست می‌دهد گرفته شده‌است.